# ドニー・ホルテル
ドニー・ホルテル（Donny Gorter, 1988年6月15日 - ）は、スイス・ルガーノ出身のオランダ人元サッカー選手。現役時代のポジションはDF。父親は元サッカー選手のエトヴィン・ホルテル。

## 経歴
PSVアイントホーフェンの下部組織で育った。2007年にNACブレダでプロデビュー。2012年6月28日、UCサンプドリアに移籍したシモン・ポウルセンの後釜として、AZアルクマールにフリートランスファーで加入し1年契約を結んだことが発表された。2014-15シーズン前半はデンマーク・スーペルリーガのオールボーBKでプレーした。ローン中の2015年12月、左膝十字靱帯断裂の重傷を負い、シーズン後半を棒に振った。2015-16シーズンより古巣であるNACに復帰した。

## タイトル
クラブ
AZアルクマール
- KNVBカップ 2012-13